# Paracaedicia raroramosa
Paracaedicia raroramosa är en insektsart som beskrevs av Brunner von Wattenwyl 1891. Paracaedicia raroramosa ingår i släktet Paracaedicia och familjen vårtbitare. Inga underarter finns listade i Catalogue of Life.